# Matteo Anesi
Matteo Anesi (Trento, 16 de agosto de 1984) es un deportista italiano que compitió en patinaje de velocidad sobre hielo. Está casado con la patinadora Marrit Leenstra.
Participó en s Juegos Olímpicos de Invierno, entre los años 2006 y 2014, obteniendo una medalla de oro en Turín 2006, en la prueba de persecución por equipos (junto con Enrico Fabris, Ippolito Sanfratello y Stefano Donagrandi).
Ganó dos medallas de plata en el Campeonato Mundial de Patinaje de Velocidad sobre Hielo en Distancia Individual, en los años 2005 y 2008.

## Palmarés internacional
| Juegos Olímpicos                           | Juegos Olímpicos  | Juegos Olímpicos | Juegos Olímpicos        |
| Año                                        | Lugar             | Medalla          | Prueba                  |
| ------------------------------------------ | ----------------- | ---------------- | ----------------------- |
| 2006                                       | Turín (Italia)    | Medalla de oro   | Persecución por equipos |
| Campeonato Mundial en Distancia Individual |                   |                  |                         |
| Año                                        | Lugar             | Medalla          | Prueba                  |
| 2005                                       | Inzell (Alemania) | Medalla de plata | Persecución por equipos |
| 2008                                       | Nagano (Japón)    | Medalla de plata | Persecución por equipos |